# Dorus de Vries
Dorus de Vries (Beverwijk, 29 december 1980) is een Nederlands voormalig doelman in het betaald voetbal. Hij was van 1999 tot en met 2019 actief voor achtereenvolgens Telstar, ADO Den Haag, Dunfermline Athletic, Swansea City, Wolverhampton, Nottingham Forest en Celtic.

## Clubcarrière
De Vries maakte in het seizoen 1999/00 zijn debuut in het betaalde voetbal bij Telstar. Eerder speelde hij voor De Kennemers en SV Beverwijk. De Vries keepte vier seizoenen bij Telstar en vertrok in 2003 naar ADO Den Haag. Na een half jaar op de reservebank te hebben gezeten, passeerde hij in de winterstop van zijn eerste Haagse seizoen de tot dan toe eerste keeper, Roland Jansen. Deze basisplek stond hij tot 2006 niet meer af. Op dat moment werd hij op zijn beurt gepasseerd door Jaroslav Drobný. Aan het einde van het seizoen 2005/06 moest hij vertrekken bij ADO Den Haag, omdat zijn contract niet werd verlengd.
In juli 2006 wist hij na een succesvolle oefenstage bij Dunfermline Athletic een contract te verdienen. Vanaf seizoen 2007/08 speelde De Vries voor Swansea City, waarmee hij uitkwam in de Championship. Met die club dwong hij op 30 mei 2011 promotie naar de Premier League af door Reading in de finale van de play-offs met 4–2 te verslaan.
Tussen 2016 en 2019 was De Vries reservedoelman bij Celtic, waarmee hij driemaal de landstitel, tweemaal de Scottish Cup en driemaal de Scottish League Cup won.

## Interlandcarrière
De Vries werd in oktober 2000 door Mark Wotte voor het eerst opgeroepen voor Jong Oranje. Hij speelde zijn enige wedstrijd op 14 augustus 2001 toen hij in de startopstelling begon in een vriendschappelijke wedstrijd tegen Engeland onder 21. De Vries werd na twaalf minuten vanwege een blessure vervangen door Serge van den Ban.

## Clubstatistieken
| Seizoen   | Club                    | Competitie              | Duels | Goals |
| --------- | ----------------------- | ----------------------- | ----- | ----- |
| 1999-2000 | Stormvogels Telstar     | Eerste Divisie          | 1     | 0     |
| 2000/01   | Stormvogels Telstar     | Eerste Divisie          | 27    | 0     |
| 2001/02   | Stormvogels Telstar     | Eerste Divisie          | 27    | 0     |
| 2002/03   | Stormvogels Telstar     | Eerste Divisie          | 26    | 0     |
| 2003/04   | ADO Den Haag            | Eredivisie              | 18    | 0     |
| 2004/05   | ADO Den Haag            | Eredivisie              | 30    | 0     |
| 2005/06   | ADO Den Haag            | Eredivisie              | 19    | 0     |
| 2006/07   | Dunfermline Athletic    | Scottish Premier League | 27    | 0     |
| 2007/08   | Swansea City            | Football League One     | 47    | 0     |
| 2008/09   | Swansea City            | Championship            | 40    | 0     |
| 2009/10   | Swansea City            | Championship            | 46    | 0     |
| 2010/11   | Swansea City            | Championship            | 49    | 0     |
| 2011/12   | Wolverhampton Wanderers | Premier League          | 4     | 0     |
| 2012/13   | Wolverhampton Wanderers | Championship            | 10    | 0     |
| 2013/14   | Nottingham Forest       | Championship            | 3     | 0     |
| 2014/15   | Nottingham Forest       | Championship            | 4     | 0     |
| 2015/16   | Nottingham Forest       | Championship            | 45    | 0     |
| 2016/17   | Nottingham Forest       | Championship            | 1     | 0     |
| 2016/17   | Celtic                  | Scottish Premiership    | 4     | 0     |
| 2017/18   | Celtic                  | Scottish Premiership    | 6     | 0     |
| 2018/19   | Celtic                  | Scottish Premiership    | 0     | 0     |
|           |                         | Totaal                  | 434   | 0     |

## Erelijst
| Competitie                             |              |                           |              |              |
| Competitie                             | Aantal       | Jaren                     |              |              |
| Swansea City                           | Swansea City | Swansea City              | Swansea City | Swansea City |
| -------------------------------------- | ------------ | ------------------------- | ------------ | ------------ |
| Football League One                    | 1x           | 2007/08                   |              |              |
| Football League Championship play-offs | 1x           | 2010/11                   |              |              |
| Celtic                                 |              |                           |              |              |
| Scottish Premiership                   | 3x           | 2016/17, 2017/18, 2018/19 |              |              |
| Scottish Cup                           | 2x           | 2016/17, 2017/18          |              |              |
| Scottish League Cup                    | 3x           | 2016/17, 2017/18, 2018/19 |              |              |
| Individueel                            |              |                           |              |              |
| Championship Golden Glove              | 1x           | 2009/10                   |              |              |
| Nottingham Forest Player of the Year   | 1x           | 2016                      |              |              |